# Spulerina corticicola
Spulerina corticicola là một loài bướm đêm trong chi Spulerina, họ Gracillariidae, đặc hữu của Nhật Bản (Hokkaidō và Honshū) và Viễn Đông Nga.

## Mô tả
- Sải cánh của loài bướm này dài 9-11,5 mm.

Ấu trùng ăn Abies sachalinensis, Larix kaempferi, Pinus parviflora var. pentaphylla, Pinus pentaphylla và Pinus strobus.